# Селиці (округ Шаля)
Селиці (словац. Selice) — село, громада округу Шаля, Нітранський край. Кадастрова площа громади — 38.36 км².
Населення 2826 осіб (станом на 31 грудня 2019 року).

## Історія
Селиці згадується 1078 року.

## Географія
Протікають Трновський канал; Комочський канал і Яношиковський канал.

## Населення
| Рік:            | 1994. | 2004.   | 2014.   | 2024.   |
| --------------- | ----- | ------- | ------- | ------- |
| Кількість осіб: | 2812  | 2914    | 2823    | 2846    |
| Різниця:        |       | +3,62 % | -3,12 % | +0,81 % |

| Рік:            | 2023. | 2024.   |
| --------------- | ----- | ------- |
| Кількість осіб: | 2853  | 2846    |
| Різниця:        |       | -0,24 % |